# Euphyia perialla
Euphyia perialla är en fjärilsart som beskrevs av Turner 1922. Euphyia perialla ingår i släktet Euphyia och familjen mätare. Inga underarter finns listade i Catalogue of Life.